# Piste noire (série télévisée)
Pour les articles homonymes, voir Piste noire.
Production
Diffusion
Piste noire est une série télévisée française réalisée par Frédéric Grivois d'après un scénario de Jennifer Have, Anne Peyrègne, Robin Barataud, Pierre Delorme, Monica Rattazi, Sylvain Saada, et diffusée du 23 janvier au 6 février 2023 sur France 2.
Cette fiction est une coproduction de Tetra Media Fiction et Macondo.

## Synopsis
Après la mort d'un saisonnier dans l'incendie d'une caravane dans la station de ski des Clairies dans les Alpes, une gendarme de la section de recherches de Lyon, originaire de la station, mène l'enquête avec un gendarme désabusé,.

## Distribution
- Constance Labbé : Émilie Karras

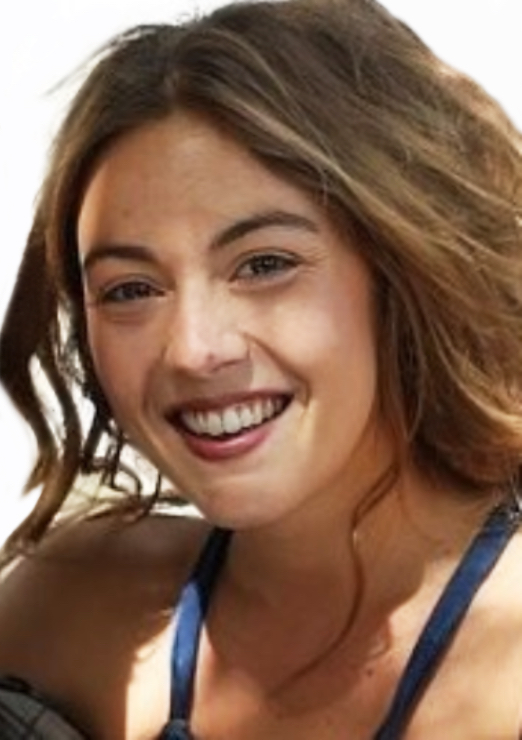
Constance Labbé.

- Thibault de Montalembert : major Loïc Servoz
- Hélène Seuzaret : la maire Florence Clairevoix
- Pierre-Yves Bon : Boris Arnoux, champion de ski et copropriétaire de l'hôtel Isba
- Déborah Krey : Charlotte Arnoux, copropriétaire de l'hôtel Isba
- Christian Rauth : Denis Monfort, le père d'Émilie
- Christiane Millet : Anne Monfort, la mère d'Émilie
- Jules Sagot : Baptiste Monfort, le frère d'Émilie
- Solène Rigot : l'activiste Alexia Maldini
- Michaël Abiteboul : Markus, le coach de ski
- Dimitri Storoge : Grégory Jourdan
- Loïs Vial : Corto
- Mathilde Mery : Tiphaine Abello
- Robin Garson : Fauvel

## Production

### Genèse et développement
Cette fiction est une coproduction de Tetra Media Fiction et Macondo, réalisée pour France 2 avec le soutien de la région Auvergne-Rhône-Alpes.
La série est écrite par Jennifer Have, Anne Peyrègne, Robin Barataud, Pierre Delorme, Monica Rattazi et Sylvain Saada,,,,.
Lors d'une entrevue avec Allociné, l'acteur Thibault de Montalembert souligne que la fiction était considérée comme une mini-série : « Il n'y aura donc pas de saison 2 » selon lui.

### Tournage
Le tournage de la série se déroule du 25 octobre 2021 au 27 janvier 2022 à Morzine, en Haute-Savoie,,.
Près de cinq cents figurants du village de Morzine ont participé au tournage, mêlés aux acteurs,. La station de ski des Clairies est fictive, mais elle a été filmée dans le véritable domaine skiable de Morzine-Avoriaz,.
Chargée de la production, Charline De Lépine explique le choix de Morzine « pour son accueil et sa beauté : C'est un bonheur absolu. L'endroit correspond à notre histoire car nous cherchions un village savoyard devenu une station de ski qui est confronté au problème du manque de neige à cause du réchauffement et qui cherche à investir en altitude comme la station d'Avoriaz ».
Interrogée par Télépro sur les conditions de tournage, Constance Labbé répond : « Les conditions étaient extrêmes. On est descendu à −10 °C avec des ressentis plus bas. L'ingénieur du son devait m'apporter discrètement du thé chaud parce que ma mâchoire se paralysait avec le froid. Une cascade a été particulièrement éprouvante, sur une passerelle qui relie deux montagnes à 30 mètres de hauteur. C'était un beau challenge ». Dans une entrevue accordée au journal Le Progrès de Lyon, l'actrice précise : « la difficulté ça a été le froid. Pour le tournage d'une scène, on restait parfois statique à attendre en plein vent. Il a fallu composer avec ça pendant trois mois, physiquement c'était hyper éprouvant. Mais ça a aussi créé une ambiance d'entraide dans l'équipe, parce qu'on était tous logés à la même enseigne ».

### Fiche technique
Sauf indication contraire, les informations mentionnées dans cette section peuvent être confirmées par les bases de données cinématographiques  présentes dans la section « Liens externes ».
- Titre français : Piste noire
- Genre : Policier[12]
- Production : Charline de Lépine[1],[5],[13]
- Sociétés de production : Tetra Media Fiction, Macondo[1]
- Réalisation : Frédéric Grivois[1],[3],[4],[12],[5],[6]
- Scénario : Jennifer Have, Anne Peyrègne, Robin Barataud, Pierre Delorme, Monica Rattazi et Sylvain Saada[1],[3],[4],[5],[6]
- Musique : Thomas Cappeau
- Décors : Pierre Pell
- Costumes : Agnès Falque
- Photographie : Paul Morin
- Son : Thomas Thymen
- Montage : Dorian Tabone
- Maquillage : Aurélie Rameau
- Pays de production :  France
- Langue originale : français
- Format : couleur
- Nombre de saisons : 1
- Nombre d'épisodes[1],[3],[4],[12] : 6
- Durée : 52 minutes[1],[3],[4]
- Date de première diffusion : 
  - France : 23 janvier 2023 sur France 2[5],[6],[10]

## Accueil

### Audiences et diffusion

#### En France
En France, la série est diffusée les lundis vers 21 h 10 sur France 2 par salve de deux épisodes du 23 janvier au 6 février 2023,,.
| Épisode              | Diffusion             | Diffusion            | Audience moyenne          | Audience moyenne                       | Audience moyenne         | Audience moyenne | Réf.   |
| Épisode              | Jour                  | Horaire              | Nombre de téléspectateurs | Part de marché (sur les 4 ans et plus) | Part de marché (FRDA-50) | Classement       | Réf.   |
| -------------------- | --------------------- | -------------------- | ------------------------- | -------------------------------------- | ------------------------ | ---------------- | ------ |
| 1                    | Lundi 23 janvier 2023 | 21 h 10 - 22 h 00    | 4 632 000                 | 21,4 %                                 | 8,1 %                    | 1er              | [ 14 ] |
| 2                    | Lundi 23 janvier 2023 | 22 h 00 - 22 h 50    | 4 292 000                 | 22,6 %                                 | 8,1 %                    | 1er              | [ 14 ] |
| 3                    | Lundi 30 janvier 2023 | 21 h 10 - 22 h 00    | 3 781 000                 | 16,8 %                                 | 5,2 %                    | 2e               | [ 15 ] |
| 4                    | Lundi 30 janvier 2023 | 22 h 00 - 22 h 50    | 3 557 000                 | 17,6 %                                 | 5,2 %                    | 2e               | [ 15 ] |
| 5                    | Lundi 6 février 2023  | 21 h 10 - 22 h 00    | 3 567 000                 | 15,9 %                                 | 7,3 %                    | 2e               | [ 16 ] |
| 6                    | Lundi 6 février 2023  | 22 h 00 - 22 h 50    | 3 431 000                 | 17,3 %                                 | 7,3 %                    | 2e               | [ 16 ] |
|                      |                       |                      |                           |                                        |                          |                  |        |
| Moyenne de la saison | Moyenne de la saison  | Moyenne de la saison | 3 877 000                 | 18,6 %                                 | 6,9 %                    |                  | [ 17 ] |

- Les plus hauts chiffres d'audience
- Les plus bas chiffres d'audience

### Accueil critique
Pour Julia Baudin, du Figaro Magazine, « Piste noire n'est pas la fiction de l'année. Parce qu'elle veut plaire au plus grand nombre, elle aborde de trop nombreuses questions, qu'elle survole au risque d'opacifier l'intrigue et d'oublier de creuser ses personnages, certains pourtant méritants ». Mais elle souligne « la qualité de la mise en scène et de la réalisation. Scénariste, cinéaste, assistant de Jacques Audiard sur Un prophète et à l'origine de la série Trauma (sur 13ème Rue) et du long-métrage L'Intervention, Fred Grivois est à la manœuvre. Image, cadrages, lumières sont parfaits ».
Le journal Le Parisien donne 3,5 étoiles sur 5 à la série, avec cependant un bémol : « Dommage que l'intrigue, plutôt bien menée, slalome entre les thèmes et frise parfois la surdose entre polar et mélo ».
Pour La Dépêche, « L'efficace duo inédit formé par Constance Labbé et Thibault de Montalembert ainsi qu'une mise en scène très dynamique caractérisent la nouvelle série de France 2 ».
Pour le magazine Télé 7 jours, le thriller est captivant et bien mis en scène.
De son côté, l'hebdomadaire Télé Cable Sat souligne que « l'intrigue se dévoile au fur et à mesure, captant et retenant l'attention ».
Quant à l'hebdomadaire Télé Star, il juge ce polar conventionnel mais plutôt plaisant à suivre.
Pour Jean-Christophe Nurbel, du site Bulles de culture, « Si la série Piste noire prend un peu de temps à planter son décor et son riche univers, le surprenant face-à-face tendu entre la maréchal des logis-chef Karras et son père lors de leurs retrouvailles au commissariat est une réussite et donne envie de suivre la série jusqu'à sa résolution finale. Surtout avec son excellent duo, la talentueuse Constance Labbé et le méconnaissable Thibault de Montalembert ».
Le magazine belge Moustique parle de d'un « ensemble […] classique et plutôt efficace, avec quelques trouvailles signées par le réalisateur franco-canadien Fred Grivois ».